# Aphaenogaster sardoa
Aphaenogaster sardoa é uma espécie de inseto do gênero Aphaenogaster, pertencente à família Formicidae. Possui a subespécie Aphaenogaster sardoa anoemica, descrita por Santschi em 1910.